# An Elder Scrolls Legend: Battlespire
An Elder Scrolls Legend: Battlespire – komputerowa gra fabularna wydana przez Bethesda Softworks w 1997 roku. Jej akcja rozgrywa się w świecie The Elder Scrolls.

## Fabuła
W An Elder Scrolls Legend: Battlespire gracz wciela się w postać ucznia, który w dniu swego ostatniego testu na członkach grupy magów bitewnych, w jej placówce – Battlespire – odkrywa, że armia prowadzona przez deadrę – Mehrunesa Dagona wtargnęła i zabiła większość adeptów zakonu. Gracz podróżuje po terenach Oblivionu, aby dotrzeć do głównego bossa. Po pokonaniu zła wraca z powrotem do Tamriel.